# Bulbophyllum guttatum
Bulbophyllum guttatum là một loài phong lan thuộc chi Bulbophyllum.